# Your Disco Needs You
Your Disco Needs You — песня австралийской певицы и автора песен Кайли Миноуг, взятая из её седьмого студийного альбома Light Years (2000). Песня была написана Миноуг, Гаем Чемберсом и Робби Уильямсом, а спродюсирована Чемберсом и Стивом Пауэром.
Песня вошла в сорок лучших в Австралии, Швейцарии и Германии. Трек так и не был выпущен как сингл в Соединенном Королевстве.
«Your Disco Needs You» получил признание большинства музыкальных критиков. Хизер Фарес из AllMusic дала песне отдельную рецензию, поставив ей три звезды из пяти. В обзоре альбома Light Years (2000) Крис Тру выделил эту песню как выдающуюся.
Оригинальный клип был снят в 2000 году в Лос-Анджелесе.

## Чарты
| Чарт (2000)                       | Высшая позиция |
| --------------------------------- | -------------- |
| Австралия (ARIA Charts)           | 20             |
| Австрия (Ö3 Austria Top 40)       | 70             |
| Германия (Media Control Charts)   | 31             |
| Швейцария (Schweizer Hitparade)   | 27             |
| Великобритания (UK Singles Chart) | 152            |